# Ella Fitzgerald Sings the Rodgers & Hart Songbook
Ella Fitzgerald Sings the Rodgers & Hart Songbook è il nono album della cantante jazz Ella Fitzgerald, pubblicato dalla Verve Records nel 1956.
È un doppio album che vede la Fitzgerald interpretare 34 brani composti dalla coppia Richard Rodgers e Lorenz Hart, accompagnata dalla Buddy Bregman Orchestra.

## Tracce
Disco 1

Lato A
1. Have You Met Miss Jones? – 3:41
2. You Took Advantage of Me – 3:27
3. A Ship Without a Sail – 4:07
4. To Keep My Love Alive – 3:34
5. Dancing on the Ceiling – 4:06
6. The Lady Is a Tramp – 3:21
7. With a Song in My Heart – 2:44
8. Manhattan – 2:48

Lato B
1. Johnny One Note – 2:12
2. I Wish I Were in Love Again – 2:36
3. Spring is Here – 3:38
4. It Never Entered My Mind – 4:06
5. This Can't Be Love – 2:54
6. Thou Swell – 2:03
7. My Romance – 3:42
8. Where or When – 2:46
9. Little Girl Blue – 3:53

Disco 2

Lato A
1. Give it Back to the Indians – 3:10
2. Ten Cents a Dance – 4:06
3. There's a Small Hotel – 2:48
4. I Didn't Know What Time it Was – 3:46
5. Ev'rything I've Got – 3:21
6. I Could Write a Book – 3:38
7. The Blue Room – 2:29
8. My Funny Valentine – 3:52

Lato B
1. Bewitched, Bothered and Bewildered – 7:01
2. Mountain Greenery – 2:13
3. Wait Till You See Him – 1:30
4. Lover (Stereo Take) – 3:16
5. Isn't it Romantic? – 3:00
6. Here in My Arms – 1:52
7. Blue Moon – 3:11
8. My Heart Stood Still – 3:02
9. I've Got Five Dollars – 2:39